# Kittery
Kittery är en kommun (town) i York County i delstaten Maine, USA, med 9 543 invånare (2000). Den har enligt United States Census Bureau en area på totalt 54,4 km² varav 8,2 km² är vatten.